# Bardaci
Bardaci (szerbül: Бардаци), település Bosznia-Hercegovinában, a Szerb Köztársaságban, Teslić községben.

## Fekvése
A település Bosznia-Hercegovina középső részének északi szélén, Dobojtól légvonalban 23, közúton 29 km-re délnyugatra, községközpontjától légvonalban és közúton 2 km-re délre, a Borja-hegység északi lejtői alatti medencében, a Velika Usora bal partján, 220-250 méteres magasságban található.. 

## Népessége
| Nemzetiségi csoport | Népesség 1991 | Népesség 2013 |
| ------------------- | ------------- | ------------- |
| Szerb               | 4             | 109           |
| Bosnyák             | 176           | 86            |
| Horvát              | 393           | 93            |
| Jugoszláv           | 61            | 1             |
| Egyéb               | 19            | 10            |
| Összesen            | 653           | 299           |

## Története
A horvátok és muszlimok lakta település 1878-ig tartozott az Oszmán Birodalomhoz, ekkor a berlini kongresszus határozata alapján az Osztrák-Magyar Monarchia része lett. A monarchia szétesésével 1918-ban előbb a Szerb-Horvát-Szlovén Királyság, majd 1929-től a Jugoszláv Királyság része lett. Az 1929-es törvény értelmében, amikor Bosznia-Hercegovinát négy banovinára, Drinskára, Vrbaskára, Zetskára és Primorskára osztották, a település a Vrbaska banovina része lett, amelynek székhelye Banja Luka volt. 
Jugoszlávia megszállása után a Független Horvát Állam (NDH) része lett. A második világháború után 1992-ig a település a szocialista Jugoszlávia keretében a Bosznia-Hercegovinai Népköztársaság része volt. 1992 és 1995 között a nem szerb lakosságot kiüldözték Bardaciból. Sok bardaci lakos találta meg új otthonát néhány európai országban, valamint a tengerentúli országokban, távol szülőhelyétől. A daytoni egyezmény aláírása után a település Teslić község részeként a Szerb Köztársaság területéhez került. A bardaci muszlimok és horvátok számüzetése egészen 2000-ig tartott, amikor megkezdődött tömeges hazatérésük, de a muszlimoknak csak a fele, a horvátoknak pedig csak alig a harmada tért vissza szülőhelyére.

## Nevezetességei
Szent Fülöp és Jakab apostoloknak szentelt római katolikus temetőkápolnája 1982-ben épült.